# Nélida y Nelson
Nélida y Nelson es el nombre artístico de una pareja de baile de tango integrada por Nélida Rodríguez y Nelson Ávila. La pareja es conocida mundialmente por haber integrado el elenco del espectáculo Tango Argentino, estrenado en 1983, por el que resultaron nominados con los demás bailarines en 1986 a los Premios Tony por la mejor coreografía.

## Biografía
Nélida Rodríguez y Nelson Ávila se conocieron en 1970, año a partir del cual formaron una pareja de baile de tango con el nombre artístico de Nélida y Nelson. Poco después forman un elenco integral de tango bajo su dirección, realizando giras por diversos países de América Latina.
En 1983 integraron el elenco que estrenó en París el exitoso espectáculo Tango Argentino de Claudio Segovia y Héctor Orezzoli, que impulsó el renacimiento mundial del tango y se mantuvo girando por el mundo durante una década, actuando en todas sus presentaciones. Por la representación de ese espectáculo en Broadway fue nominado con los demás bailarines en 1986 en los Premios Tony por la mejor coreografía.
En 1988 se presentan en el popular programa de la televisión italiana Fantástico, conducido por Adriano Celentano y realizan un especial con Astor Piazzolla y Gerry Mulligan.
En 1989 actuaron en la película Tango Bar de Marcos Zurinaga y diseñaron su propio espectáculo, Tango 89, presentado Japón.
En 1991 diseñaron la coreografía del show Una noche en Buenos Aires, presentado en varias ciudades de Brasil, con parte del elenco de Tango Argentino: el Sexteto Mayor, Osvaldo Berlingieri y Raúl Lavié.
En 1992 fueron contratados para realizar la coreografía del espectáculo “Campo y Ciudad” en la Expo Sevilla 92. En 1994 llevan a escena un nuevo espectáculo propio, Buenos Aires... TANGO, con Atilio Stampone, recorriendo Canadá, Nueva York, Madrid, Barcelona, Lisboa y El Cairo, entre otras ciudades.

## Filmografía
- Tango Bar (1989) de Marcos Zurinaga